# Urussu
Urussu (russisch Уруссу́; tatarisch Урыссу) ist eine Siedlung städtischen Typs in der Republik Tatarstan (Russland) mit 10.681 Einwohnern (Stand 14. Oktober 2010).

## Geographie
Die Siedlung liegt etwa 300 km südöstlich der Republikhauptstadt Kasan im westlichen Uralvorland, am linken Ufer des Kama-Nebenflusses Ik, der dort die Grenze zur Republik Baschkortostan markiert.
Urussu ist Verwaltungszentrum des Rajons Jutasinski sowie Sitz und einziger Ort der Stadtgemeinde (gorodskoje posselenije) Possjolok Urussu.

## Geschichte
Nach umfangreichen Erdölfunden in dem Gebiet Anfang der 1940er-Jahre wurde dort ein ölbetriebenes Wärmekraftwerk errichtet, dessen erster Block 1944 in Betrieb ging. 1945 begann die Errichtung einer zugehörigen Siedlung, die 1947 den Status einer Siedlung städtischen Typs erhielt; dieses Jahr gilt auch als Gründungsjahr. Kraftwerk und Siedlung wurden nach einem etwa 4 km westlich gelegenen Dorf benannt, das heute Staryje Urussu („Alt-Urussu“) heißt.
1957 wurde der Verwaltungssitz des seit 1935 bestehenden Jutasinski rajon vom 12 km westlich gelegenen Dorf Jutasa nach Urussu verlegt. Der Rajon wurde zugleich in Urusski rajon umbenannt, jedoch bereits 1963 aufgelöst. 1991 wurde erneut ein Rajon aus dem Territorium des Bawlinski rajon (mit Sitz in Bawly) ausgegliedert, wieder mit Sitz in Urussu, aber unter der ursprünglichen Bezeichnung Jutasinski rajon.

### Bevölkerungsentwicklung
| Jahr | Einwohner |
| ---- | --------- |
| 1959 | 11.572    |
| 1970 | 11.929    |
| 1979 | 10.738    |
| 1989 | 10.663    |
| 2002 | 11.258    |
| 2010 | 10.681    |

Anmerkung: Volkszählungsdaten

## Wirtschaft und Verkehr
Neben dem Wärmekraftwerk Urussinskaja GRES mit einer Leistung von 161 Megawatt gibt es in Urussu Unternehmen der elektrotechnischen und chemischen Industrie.
Urussu liegt an der 1914 eröffneten Eisenbahnstrecke Uljanowsk – Tschischmy (– Ufa; Streckenkilometer 1322 ab Moskau). Dort zweigt eine 19 km lange Nebenstrecke zur Station Naryschewo ab, die sich in der südlich, bereits in Baschkortostan gelegenen Stadt Oktjabrski befindet.
Eine Straßenverbindung besteht ebenfalls in das knapp 15 km entfernte Oktjabrski, das südlich von der föderalen Fernstraße M5 Ural von Moskau über Ufa nach Tscheljabinsk umgangen wird, sowie in westlicher Richtung zur etwa 10 km entfernt vorbeiführenden Regionalstraße 16K-0025 von Oktjabrski nach Asnakajewo und weiter in Richtung Nabereschnyje Tschelny.